# 井上和衛
井上 和衛（いのうえ かずえ、1932年5月11日 -　）は、日本の農学者、明治大学名誉教授。都市農村交流活性化機構理事、全国農村青少年教育振興会理事、オーライ！ニッポン会議運営委員。

## 来歴
東京都生まれ。1957年東京教育大学農学部卒業。1985年「農業「近代化」と労働力」で明治大学経営学博士。労働科学研究所勤務、同社会科学研究部長、明治大学農学部教授、農学部長、2003年定年退任、名誉教授。

## 著書
- 『都市化と農業公害 畜産公害の現代と問題点』労働科学研究所　1971
- 『農業「近代化」と農民 その労働と生活の変貌』労働科学研究所　労働科学叢書　1984
- 『農村再生への視角 話題提供』筑波書房　2000
- 『ライフスタイルの変化とグリーン・ツーリズム』筑波書房ブックレット 暮らしのなかの食と農 2002
- 『高度成長期以後の日本農業・農村 井上和衛著作集』筑波書房 2003
- 『都市農村交流ビジネス 現状と課題』筑波書房ブックレット 暮らしのなかの食と農 2004
- 『条件不利地域農業 英国スコットランド農業と農村開発政策』筑波書房ブックレット 暮らしのなかの食と農 2006
- 『教育ファーム』筑波書房ブックレット 暮らしのなかの食と農 2010
- 『グリーン・ツーリズム 軌跡と課題』筑波書房ブックレット 暮らしのなかの食と農 2011

### 共編著
- 『日本の生活時間』藤本武,下山房雄共著 労働科学研究所出版部 労働科学叢書 1965
- 『農業労働科学入門』編著 筑波書房 1986
- 『環境保全型農業への挑戦 全国・地方情報』編 筑波書房 1992
- 『日本型グリーン・ツーリズム』中村攻、山崎光博共著 都市文化社 1996
- 『欧州連合(EU)の農村開発政策 LEADER事業の成果』編 筑波書房 1999
- 『地域経営型グリーン・ツーリズム』宮崎猛、中村攻、山崎光博共著 都市文化社 1999

## 参考
- [ISBN 978-4-8119-0234-0]